# Hemiceluloza
Hemiceluloze so razmeroma kratki in razvejani homo- in heteropolimeri polisaharidov. Sestavljajo jih različni sladkorji (D-glukoza, D-manoza, D-galaktoza, D-ksiloza, L-arabinoza in L-ramnoza) ter uronska kislina. Monomeri so povezani z 1-3, 1-6 ali 1-4 glikozidnimi vezmi, stopnja polimerizacije je od 150 do 200 sladkornih enot. Predstavlja 25 do 30 % lesne mase. Količina hemiceluloze v lesu variira tako med listavci in iglavci kot tudi med drevesnimi vrstami.
Hemiceluloza se od celuloze razlikuje po tem, da ima v stranskih verigah sladkorje, sladkorne kisline in acetilne estre. Posledica teh stranskih skupin je nekristaliničnost ali nizka stopnja kristaliničnosti hemiceluloze. Značilno je, da razmeroma zlahka hidrolizirajo v osnovne monomere. Ugotovljeno je bilo, da hemiceluloza, v povezavi s celulozo, vpliva na organizacijo lignina.